# Den andra kvinnan
Den andra kvinnan (engelska: Woman in a Dressing Gown) är en brittisk långfilm från 1957 i regi av J. Lee Thompson, med Yvonne Mitchell, Anthony Quayle, Sylvia Syms och Andrew Ray i rollerna.

## Handling
Jim Preston (Anthony Quayle) tvingas mer eller mindre i armarna på sin sekreterare (Sylvia Syms), på grund av sin hafsiga fru (Yvonne Mitchell). Makarna har varit gifta i cirka tjugo år, och hon mer eller mindre tar honom för given. Hon har varit en trogen hemmafru i alla år och plötsligt inser hon att hon håller på att förlora honom...

## Rollista
| Yvonne Mitchell | – Amy Preston    |
| Anthony Quayle  | – Jim Preston    |
| Sylvia Syms     | – Georgie Harlow |
| Andrew Ray      | – Brian Preston  |
| Carole Lesley   | – Hilda Harper   |
| Michael Ripper  | – Pawnbroker     |
| Nora Gordon     | – Mrs. Williams  |
| Marianne Stone  | – Hairdresser    |
| Olga Lindo      | – Manageress     |
| Harry Locke     | – Wine merchant  |